# Babe I’m Gonna Leave You
A Babe I’m Gonna Leave You a Led Zeppelin 1969-es Led Zeppelin című, debütáló albumának második dala. Eredetileg egy tradicionális amerikai folkdal, amelyet először Anne Bredon vett fel az 1950-es években – valószínűleg ő volt a szerzője is. 1962-ben Joan Baez folkénekesnő is lemezre vette, de a legismertebb feldolgozását a brit Led Zeppelin rockegyüttes készítette el 1969-es debütáló albumára, a Led Zeppelinre. A közel 7 perces dal alapvető fontosságú a zenekar történetében, mivel elsőként tükrözte a zenekar azon törekvéseit, hogy összeházasítsa a folkos akusztikus témákat, a keményebb hangzású hard rockkal. A törékeny szépségű dal szomorú és keserű hangulatú, amelyben Robert Plant énekes panaszos és szuggesztív előadásmódja ugyanolyan fontos alkotóelem, mint Jimmy Page gitáros roppant erőteljes játéka.

## Történet

### Előzmények
1960-ban Anne Bredon a kaliforniai Berkeley-ben, a KPFA rádióállomáson, egy élő népzenei előadás keretében mutatta be a dalt. Janet Smith hallotta a felvételt, aki később az Oberlin College zenei konzervatóriumban megtanította Joan Baeznek a szerzeményt. Baez némileg módosított a dalon, és a saját stílusára formálta azt. Az általa előadott híres felvétel az 1962-ben megjelent Joan Baez in Concert koncertalbumon került nyilvánosság elé. A dalt a Vanguard Records már Baez előtt, korábban is kiadta, amely azonban nem tüntet fel szerzői és kiadói adatokat, mivel azok eredete bizonytalan. A Vanguard Records tulajdonosa Maynard Solomon zenetudós a kiadás kisérőszövegében megemlíti, hogy a dal egy fehér blues darab, amely századunk elején született, a feketék blues zenéje és a déli lírikus énekek találkozásából.
A dal különlegessége és ereje abból fakad, hogy a mesélő a lelke mélyén pontosan az ellenkezőjére vágyik, mint amire készül, és szenved az önkéntes távozás gondolatától. Joan Baez verziója nagy sikert aratott a 60-as években, ezért több más előadó is átvette: 1964-ben a The Plebs (a The Nashville Teens tagjaival) adta ki kislemezen, majd 1965-ben a The Assocation és a brit Mark Wynter popénekes dolgozta fel. A Quicksilver Messenger Service 1967-es feldolgozása a Darling/Bennett/Bredon szerzőtrió neve alatt jelent meg (Erik Darling egy New York-i folkzenész volt). 1969-ben a Led Zeppelin is lemezre vette debütáló albumára, és mivel Baez albumán hagyományos eredetű dalként volt feltüntetve, így az együttes úgy gondolta, senki sem követelhet érte szerzői jogdíjat. A szerző helyén „Trad., arr. Page” állt, ami annyit jelent, hogy a hagyományos eredetit Page dolgozta át.
Az 1980-as években Anne Bredon fia felfigyelt rá, hogy anyja egy dalt játszott, amelyről ő azt hitte, hogy Led Zeppelin-mű. Miután rákérdezett az okára, és fény derült előtte a feldolgozás tényére, kapcsolatba lépett az ügyvédeivel. Ennek nyomán 1990 óta a Led Zeppelin verziójánál közösen Anne Bradont, Jimmy Page-et és Robert Plantet jelölik szerzőként. A Led Zeppelin verziója kevéssé hasonlít Bredon eredetijére, mivel ők Baez verziója alapján készítették a feldolgozást. Amikor Joan Baez koncertalbumát a Vanguard Records a CD kiadás kapcsán újra megjelentette, azon már szintén Bredon lett feltüntetve szerzőként. A Babe I’m Gonna Leave You legkorábbi szerzőjeként tehát Anne Bredon említhető, a jogi útra vitt bonyodalmak pedig abból adódtak, hogy Bredon sosen vesződött azzal, hogy a saját nevére irassa szerzeményeit.

### Led Zeppelin verziója
Az együttes azután döntött úgy, hogy feldolgozza, miután meghallották Joan Baez verzióját, noha Page már a Led Zeppelin előtt, stúdiózenészi karrierje elején is dolgozott rajta egymagában. Page és Plant egyaránt Baez rajongói voltak. Amikor Page és Plant először találkozott 1968 július végén Page folyóparti otthonában Pangbourne-ben, ez a dal is terítékre került a közös zenélés alkalmából. A számnak nagy szerepe volt abban, hogy olyan könnyen egymásra hangolódjanak. Az együttes turnémenedzserének Richard Cole-nak 1993-ban kiadott könyve, a Stairway to Heaven révén sokan gondolják úgy, hogy a Led Zeppelin változata azután nyerte el végleges formáját, hogy Robert Plant és Jimmy Page első találkozásakor Plant maga játszotta el Page-nek a gitárszólamot, ami az albumra került. Page 1998-ban a Guitar World magazinnak adott interjújában cáfolta ezt a híresztelést, mondván, jóval azelőtt elkezdett dolgozni a dalon, mielőtt megismerte volna Plantet, ráadásul abban az időben Plant nem is játszott gitáron. Elmondása szerint már akkor dolgozott a dalon, amikor 1964 táján Marianne Faithfull számára dolgozott. Híresztelések szerint Page felvette a dal egy másik verzióját 1968-ban, Steve Windwooddal, de ez a felvétel sosem jelent meg.
A Led Zeppelin 1968 októberében a debütáló album készítésekor rögzítette a dalt a londoni Olympic Studiosban. Page visszaemlékezése szerint „tudtam, mit akarok kihozni belőle: az akusztikus gitárral és a flamenco-szerű résszel alapoztam meg a hangulatot. Fogalmam sem volt, mit szól majd ehhez Robert, de azonnal megtetszett neki, és egészen fantasztikus énekteljesítményt nyújtott benne azzal a panaszos stílussal.” Az elkészült dallal Plant is elégedett volt: „Emlékszem, amikor először meghallgattuk a stúdióban a végleges változatot, kezet szorítottunk Jimmyvel. Csodálatosnak találtuk, hogy ilyesmire is képesek vagyunk együtt.” Noha a Led Zeppelin Joan Baez változatát vette alapul, előadásukban mégis nagyon eltérő megközelítést kapott. Dupla olyan hosszú lett mint Baez verziója, és az egész zenekar mellett az elektromos gitár hard rock hangzása is nagy szerepet kap benne. Az együttes előadásában a dal teljesen új elemeket és hangszerelést kapott, kiterjesztve ezáltal a szerzemény eredeti mondanivalóját. Page hitelesen és egyéni módon alakította ki saját verzióját, az általa végzett hangszerelés pedig a maga idejében újszerűnek hatott, még ha meg is voltak az előképei. A lágyabb és a keményebb zenei betétek drámai fokozása és keverése nem volt szokatlan korábban sem. A legjobb példa erre a Big Brother & the Holding Company 1968 nyarán kiadott Cheap Thrills albumára felkerült George Gershwin Summertime című dalának átirata, amelynek felépítése és zenei megoldásai hasonlóak mint a Babe I’m Gonna Leave You dalé: a lüktető dobok, Janis Joplin egzaltált előadásmódja, a sikító gitárbetétek, valamint az ezektől elütő, suttogásfinomságú átmeneteket képező részek. Hasonló megoldásokkal operált még a Vanilla Fudge az 1967-es You Keep Me Hangin' On feldolgozásában, Eric Burdon a New Animals frontembereként, Jimi Hendrix vagy Joe Cocker a Beatles With a Little Help from My Friends feldolgozásában.
A dal feljátszása során Page egy akusztikus Gibson J-200, valamint egy elektromos Fender Telecaster hangszert használt, míg Plant az album más dalaihoz hasonlóan eredetileg keményebb stílusban énekelte a dalt. Page a szám lágy és kemény részeivel a fény és az árnyék kölcsönhatását kívánta megjeleníteni, ezért sikerült meggyőznie Plant-et hogy újra rögzítse az énektémáit. A dal két összekapcsolódó szakaszból épül fel, amelynek bevezetőjét Page indítja akusztikus gitárjátékával. Nem sokkal később beérkezik Plant, akinek megközelítésében és stílusában nagymértékben érezni Janis Joplin hatását. Az elejétől kezdve átírja és nyújtja a szöveget, először csak suttogva, majd az akusztikus gitár kíséretében egyre metszőbb hangon. A verzék végén a gitár és az üstdob ritmusképlete már sejteti a hallgatóval, hogy a második versszak után az akusztikus kíséret helyét az elektromos gitár erőteljes riffje veszi át. Ezt követően Page megismétli az akusztikus bevezetőt, amelyre egy rövid, utólag rájátszott akusztikus szólót játszik, majd megint Plant éneke kerül a középpontba. Ezúttal már hisztérikusan adja elő magát, szétszakadt szavakat és mondatokat használva, némileg megbontva az egységet és a hangulati folytonosságot. Mire az elektromos gitárriff visszatér, már elválik attól, amit Plant csinál. Ez a kettészakadás nem oldódik fel, mivel Plant új szövegfoszlányokat rögtönöz, miközben a zenekar kétszer újra végigmegy a cikluson.
Érdekesség, hogy 1:41-nél alig hallhatóan hallani lehet az „I can hear it calling me” (Hallom, ahogy hív engem) sort, de csak egy pár másodperc múlva hallatszik normál hangerőben. Ez a hiba azt az érzetet kelti, mintha Plant tényleg hallaná az őt hívó hangot. A halkabb sor a dobok sávjáról került a végső felvételre, mivel a dob szólamát „élőben” vették fel.

## Utóélet
Első koncertbemutatója 1969. január 15-én volt, Iowa Cityben. Az együttes csak az 1969-es turnékon játszotta a dalt, bár Page és Plant 1998-as újraegyesülési koncertjükön egy kilencperces változatát adták elő. 1969. március 17-én Dánia Gladsaxe községében léptek fel a Danmarks Radio számára, amely során a Babe I’m Gonna Leave You is terítékre került. Előadása megtekinthető a 2003-ban kiadott Led Zeppelin DVD-n. Megjelenéskor az első album nagyrészt negatív kritikákat kapott, így a Babe I’m Gonna Leave Yout is érték elmarasztaló megjegyzések. A Rolling Stone 1969. március 15-i számában John Mendelsohn azt írta a dalról, hogy igen nehézkes (főleg a vokális részeknél), és redundáns, amely semmiképpen sem éri meg azt a hat és fél percet, amit a zenekar ad neki. Keith Shadwick a Led Zeppelin The Story of a band and their music, 1968-1980 című könyv szerzője bátor próbálkozásként jellemezte a tételt, de hozzáfűzte, hogy csak félig sikerült alkotás, mivel az előadás elveszti kezdeti lendületét. Bár dicsérte a hangszerelés eredetiségét, véleménye szerint Joan Baez tömörebb és összefogottabb verziója jobban sikerült alkotás. Szerinte Plant azon kijelentéseiben, miszerint lehetett volna javítani az első albumon nyújtott teljesítményén, ezen felvétel is szerepet játszik.
Az AllMusic a dalról szóló írásában viszont pozitívan nyilatkozik a szerzeményről, amely szerinte felvonultatja a zenekar törekvéseit: adott egy blues alapú hard rock/heavy metal zenekar, amely a „sikoltozó erősítőkön” kívül az akusztikus gitárokra, a közel-keleti és más népzenei hagyományokra és az amerikai blues hagyományokra is kellő figyelmet szentel. A csendes közbülső részek és a kemény részek kontrasztja, a  stúdiófelvételek és a kísérletezés teljes kihasználása – gazdag, kemény, többrétegű és sokoldalú felvételeket eredményezett, gyakran egy dalon belül, mint például a Babe I’m Gonna Leave You esetében is. A walesi Man együttes később a Quicksilver Messenger Service változatát dolgozta át 1976-os Maximum Darkness című albumán (a dalt 1975. május 26-án, a londoni Roundhouse-ban vették fel). Damien Rice folkénekes szintén előadta a dalt egy koncerten. Paul Oakenfold Another World című albumán jelent meg a dal újramixelt változata. A Momentary Prophets egyvelegként játszotta a Babe I’m Gonna Leave You-t és a Led Zeppelin Black Dog című dalát. Egyes fellépései alkalmával Miley Cyrus és Pink egyaránt elénekelte a szerzeményt, akik a Led Zeppelin verzióját vették alapul. A német heavy metal énekesnő Doro Pesch a The Music Remains the Same: A Tribute to Led Zeppelin feldolgozásalbumon énekelte el a számot.
2002-ben újra elérhetővé vált a dal 1969-es promóciós EP-je, amelynek B oldalán a Dazed and Confused szerepelt. A kiadványt a tíz legjobb/legritkább Led Zeppelin zenegyűjtemény között szokták emlegetni. Rick Barrett  a Led Zeppelin emléktárgyainak egyik gyűjtője, több példányát is eladta, a lemezek állapotától függően 300 és 500 dollár közötti áron.
Az Egyesült Államokban turnézó Robert Plant több alkalommal látta, hogy különféle együttesek és Led Zeppelin tribute zenekarok játsszák a dalt, és ez arra késztette, hogy újra előadja együttese, a Strange Sensations, valamint saját koncertjein. A közönség lelkesen fogadta Plant döntését.

## Közreműködők
- Jimmy Page – gitár
- Robert Plant – ének
- John Paul Jones – basszusgitár
- John Bonham – dobok

## Bibliográfia
- Led Zeppelin: Dazed and Confused: The Stories Behind Every Song, by Chris Welch, ISBN 1-56025-818-7
- The Complete Guide to the Music of Led Zeppelin, by Dave Lewis, ISBN 0-7119-3528-9